# Marlon Castillo
Marlon Castillo (* 23. Juli 1988) ist ein belizischer Straßenradrennfahrer.
Marlon Castillo gewann 2004 den KREM's New Year Cycling Classic und im nächsten Jahr war er beim Belmopan Cycling Classic erfolgreich. 2006 gewann Castillo bei der Tour of Belize drei Etappen und konnte so auch die Gesamtwertung für sich entscheiden. Im nächsten Jahr verteidigte er erfolgreich seinen Sieg bei der belizischen Landesrundfahrt. In der Saison 2008 gewann er erneut den Belmopan Cycling Classic und er siegte beim By-Pass Criterium. 2009 gewann Castillo zum zweiten Mal den KREM's New Year Cycling Classic und er wurde belizischer Meister im Straßenrennen und Einzelzeitfahren.

## Erfolge
2006
- Gesamtwertung und drei Etappen Tour of Belize

2007
- Gesamtwertung und Mannschaftszeitfahren  Tour of Belize

2009
- Belizischer Meister – Straßenrennen, Einzelzeitfahren